# ترکیب تیم‌های جام ملت‌های اروپا ۱۹۷۶
فهرستی از بازیکنان تیم‌های حاضر در رقابت‌های جام ملت‌های اروپا ۱۹۷۶، که در یوگوسلاوی برگزار می‌شود، در این صفحه آمده است. مسابقات در روز ۱۱ ژوئن آغاز شده و پایان آن برای ۲۲ ژوئن ۱۹۷۶ خاتمه یافت. هر تیم می‌بایست ۲۲ بازیکن  معرفی می‌کرد.

## چکسلواکی
سرمربی: واتسلاف یژک
| شماره | جایگاه    | بازیکن                         | تاریخ تولد/سن            | بازی‌های ملی | باشگاه                          |
| ----- | --------- | ------------------------------ | ------------------------ | ----------- | ------------------------------- |
| 1     | دروازه‌بان | ایوو ویکتور                    | ۲۱ مه ۱۹۴۲ (۳۴ سال)      | 60          | دوکلا پراگ                      |
| 2     | مدافع     | کارول دوبیاش                   | ۱۸ دسامبر ۱۹۴۷ (۲۸ سال)  | 51          | باشگاه فوتبال اسپارتاک ترناوا   |
| 3     | مدافع     | Jozef Čapkovič                 | ۱ نوامبر ۱۹۴۸ (۲۷ سال)   | 20          | باشگاه فوتبال اسلوان براتیسلاوا |
| 4     | مدافع     | آنتون اندروش(کاپیتان (فوتبال)) | ۲۷ مارس ۱۹۵۰ (۲۶ سال)    | 43          | باشگاه فوتبال اسلوان براتیسلاوا |
| 5     | مدافع     | Ján Pivarník                   | ۱۳ نوامبر ۱۹۴۷ (۲۸ سال)  | 34          | باشگاه فوتبال اسلوان براتیسلاوا |
| 6     | مدافع     | Ladislav Jurkemik              | ۲۰ ژوئیه ۱۹۵۳ (۲۲ سال)   | 12          | Inter Bratislava                |
| 7     | هافبک     | آنتونین پاننکا                 | ۲ دسامبر ۱۹۴۸ (۲۷ سال)   | 16          | باشگاه فوتبال بوهمیانس ۱۹۰۵     |
| 8     | هافبک     | Jozef Móder                    | ۱۹ سپتامبر ۱۹۴۷ (۲۸ سال) | 10          | Lokomotiva Košice               |
| 9     | هافبک     | یاروسلاو پولاک                 | ۱۱ ژوئیه ۱۹۴۷ (۲۸ سال)   | 34          | FC Košice                       |
| 10    | مهاجم     | Marián Masný                   | ۱۳ اوت ۱۹۵۰ (۲۵ سال)     | 22          | باشگاه فوتبال اسلوان براتیسلاوا |
| 11    | مهاجم     | Zdeněk Nehoda                  | ۹ مه ۱۹۵۲ (۲۴ سال)       | 29          | دوکلا پراگ                      |
| 12    | مدافع     | Koloman Gögh                   | ۷ ژانویه ۱۹۴۸ (۲۸ سال)   | 14          | باشگاه فوتبال اسلوان براتیسلاوا |
| 13    | مدافع     | ژوزف بارموش                    | ۲۸ اوت ۱۹۵۴ (۲۱ سال)     | 0           | Inter Bratislava                |
| 14    | مدافع     | Pavol Biroš                    | ۱ آوریل ۱۹۵۳ (۲۳ سال)    | 6           | باشگاه فوتبال اسلاویا پراگ      |
| 15    | هافبک     | Dušan Herda                    | ۱۵ ژوئیه ۱۹۵۱ (۲۴ سال)   | 2           | باشگاه فوتبال اسلاویا پراگ      |
| 16    | هافبک     | František Veselý               | ۷ دسامبر ۱۹۴۳ (۳۲ سال)   | 31          | باشگاه فوتبال اسلاویا پراگ      |
| 17    | مهاجم     | Ján Švehlík                    | ۱۷ ژانویه ۱۹۵۰ (۲۶ سال)  | 15          | باشگاه فوتبال اسلوان براتیسلاوا |
| 18    | مهاجم     | Dušan Galis                    | ۲۴ نوامبر ۱۹۴۶ (۲۹ سال)  | 8           | FC Košice                       |
| 19    | مهاجم     | Ladislav Petráš                | ۱ دسامبر ۱۹۴۶ (۲۹ سال)   | 21          | Inter Bratislava                |
| 20    | هافبک     | فرانتیشک اشتامباخر             | ۱۳ فوریه ۱۹۵۳ (۲۳ سال)   | 0           | دوکلا پراگ                      |
| 21    | هافبک     | Přemysl Bičovský               | ۱۸ اوت ۱۹۵۰ (۲۵ سال)     | 29          | باشگاه فوتبال تپلیس             |
| 22    | دروازه‌بان | Alexander Vencel               | ۸ فوریه ۱۹۴۴ (۳۲ سال)    | 22          | باشگاه فوتبال اسلوان براتیسلاوا |

## هلند
سرمربی: جورج نوبل
| شماره | جایگاه    | بازیکن                        | تاریخ تولد/سن            | بازی‌های ملی | باشگاه                        |
| ----- | --------- | ----------------------------- | ------------------------ | ----------- | ----------------------------- |
| 1     | دروازه‌بان | پیت شرورس                     | ۱۵ دسامبر ۱۹۴۶ (۲۹ سال)  | 11          | باشگاه فوتبال آژاکس آمستردام  |
| 2     | مدافع     | ویم سوربیر                    | ۱۶ ژانویه ۱۹۴۵ (۳۱ سال)  | 45          | باشگاه فوتبال آژاکس آمستردام  |
| 3     | مدافع     | ویم ریسبرگن                   | ۱۸ ژانویه ۱۹۵۲ (۲۴ سال)  | 14          | باشگاه فوتبال فاینورد         |
| 4     | مدافع     | ادری فن کرای                  | ۱ اوت ۱۹۵۳ (۲۲ سال)      | 8           | باشگاه فوتبال پی‌اس‌وی آیندهوون |
| 5     | مدافع     | رود کرول                      | ۲۴ مارس ۱۹۴۹ (۲۷ سال)    | 39          | باشگاه فوتبال آژاکس آمستردام  |
| 6     | هافبک     | یوهان نیکنز                   | ۱۵ سپتامبر ۱۹۵۱ (۲۴ سال) | 32          | باشگاه فوتبال بارسلونا        |
| 7     | هافبک     | ویم جنسن                      | ۲۸ اکتبر ۱۹۴۶ (۲۹ سال)   | 39          | باشگاه فوتبال فاینورد         |
| 8     | مهاجم     | جانی رپ                       | ۲۵ نوامبر ۱۹۵۱ (۲۴ سال)  | 17          | باشگاه فوتبال والنسیا         |
| 9     | هافبک     | یوهان کرایف(کاپیتان (فوتبال)) | ۲۵ آوریل ۱۹۴۷ (۲۹ سال)   | 42          | باشگاه فوتبال بارسلونا        |
| 10    | هافبک     | ویلی فن ده کرکوف              | ۱۶ سپتامبر ۱۹۵۱ (۲۴ سال) | 5           | باشگاه فوتبال پی‌اس‌وی آیندهوون |
| 11    | مهاجم     | راب رنسنبرینک                 | ۳ ژوئیه ۱۹۴۷ (۲۸ سال)    | 25          | باشگاه فوتبال اندرلشت         |
| 12    | هافبک     | ویلم فن هنگم                  | ۲۰ فوریه ۱۹۴۴ (۳۲ سال)   | 45          | باشگاه فوتبال فاینورد         |
| 13    | مهاجم     | رود ژیلس                      | ۲۸ ژوئیه ۱۹۴۸ (۲۷ سال)   | 8           | باشگاه فوتبال آژاکس آمستردام  |
| 14    | هافبک     | پان پیترز                     | ۱۸ اوت ۱۹۵۴ (۲۱ سال)     | 9           | باشگاه فوتبال ان‌ئی‌سی نایمخن   |
| 15    | هافبک     | رنی فن ده کرکوف               | ۱۶ سپتامبر ۱۹۵۱ (۲۴ سال) | 11          | باشگاه فوتبال پی‌اس‌وی آیندهوون |
| 16    | هافبک     | پیتر ارنتز                    | ۵ فوریه ۱۹۵۳ (۲۳ سال)    | 2           | باشگاه فوتبال گو اهد ایگلز    |
| 17    | دروازه‌بان | یان رویتر                     | ۲۴ نوامبر ۱۹۴۶ (۲۹ سال)  | 0           | باشگاه فوتبال اندرلشت         |
| 18    | دروازه‌بان | یان یونگلوئد                  | ۲۵ نوامبر ۱۹۴۰ (۳۵ سال)  | 14          | FC Amsterdam                  |
| 19    | مهاجم     | کیس کیست                      | ۷ اوت ۱۹۵۲ (۲۳ سال)      | 3           | باشگاه فوتبال آزد آلکمار      |
| 20    | مدافع     | ویم مئوتستگه                  | ۲۸ ژوئن ۱۹۵۲ (۲۳ سال)    | 0           | باشگاه فوتبال اسپارتا روتردام |

## آلمان غربی
سرمربی: هلموت شون
| شماره | جایگاه    | بازیکن                            | تاریخ تولد/سن            | بازی‌های ملی | باشگاه                            |
| ----- | --------- | --------------------------------- | ------------------------ | ----------- | --------------------------------- |
| 1     | دروازه‌بان | سپ مایر                           | ۲۸ فوریه ۱۹۴۴ (۳۲ سال)   | 69          | باشگاه فوتبال بایرن مونیخ         |
| 2     | مدافع     | برتی فوگتس                        | ۳۰ دسامبر ۱۹۴۶ (۲۹ سال)  | 73          | باشگاه فوتبال بروسیا مونشن‌گلادباخ |
| 3     | مدافع     | برنارد دیتس                       | ۲۲ مارس ۱۹۴۸ (۲۸ سال)    | 8           | باشگاه فوتبال دویسبورگ            |
| 4     | مدافع     | هانس گئورگ شوارتزنبک              | ۳ آوریل ۱۹۴۸ (۲۸ سال)    | 41          | باشگاه فوتبال بایرن مونیخ         |
| 5     | مدافع     | فرانتس بکن‌باوئر(کاپیتان (فوتبال)) | ۱۱ سپتامبر ۱۹۴۵ (۳۰ سال) | 100         | باشگاه فوتبال بایرن مونیخ         |
| 6     | مهاجم     | هربرت ویمر                        | ۹ نوامبر ۱۹۴۴ (۳۱ سال)   | 34          | باشگاه فوتبال بروسیا مونشن‌گلادباخ |
| 7     | هافبک     | راینر بونهوف                      | ۲۹ مارس ۱۹۵۲ (۲۴ سال)    | 17          | باشگاه فوتبال بروسیا مونشن‌گلادباخ |
| 8     | هافبک     | اولی هونس                         | ۵ ژانویه ۱۹۵۲ (۲۴ سال)   | 38          | باشگاه فوتبال بایرن مونیخ         |
| 9     | مهاجم     | دیتر مولر                         | ۱ آوریل ۱۹۵۴ (۲۲ سال)    | 1           | باشگاه فوتبال کلن                 |
| 10    | هافبک     | اریش بیر                          | ۹ دسامبر ۱۹۴۶ (۲۹ سال)   | 10          | باشگاه فوتبال هرتابرلین           |
| 11    | مهاجم     | برند هولتسنباین                   | ۹ مارس ۱۹۴۶ (۳۰ سال)     | 23          | باشگاه فوتبال آینتراخت فرانکفورت  |
| 12    | مهاجم     | رونالد ورم                        | ۷ اکتبر ۱۹۵۳ (۲۲ سال)    | 9           | باشگاه فوتبال دویسبورگ            |
| 13    | هافبک     | دیتمار دانر                       | ۲۹ نوامبر ۱۹۵۰ (۲۵ سال)  | 5           | باشگاه فوتبال بروسیا مونشن‌گلادباخ |
| 14    | هافبک     | هانس بونگارتس                     | ۳ اکتبر ۱۹۵۱ (۲۴ سال)    | 1           | باشگاه فوتبال شالکه ۰۴            |
| 15    | هافبک     | هاینتس فلوهه                      | ۲۸ ژانویه ۱۹۴۸ (۲۸ سال)  | 21          | باشگاه فوتبال کلن                 |
| 16    | مدافع     | پیتر نوگلی                        | ۱۴ ژانویه ۱۹۴۷ (۲۹ سال)  | 0           | باشگاه فوتبال هامبورگ             |
| 17    | مدافع     | مانفرد کالتس                      | ۶ ژانویه ۱۹۵۳ (۲۳ سال)   | 4           | باشگاه فوتبال هامبورگ             |
| 18    | دروازه‌بان | رودولف کارگوس                     | ۱۵ اوت ۱۹۵۲ (۲۳ سال)     | 2           | باشگاه فوتبال هامبورگ             |

## یوگوسلاوی
سرمربی: Ante Mladinić
| شماره | جایگاه    | بازیکن                           | تاریخ تولد/سن           | بازی‌های ملی | باشگاه                            |
| ----- | --------- | -------------------------------- | ----------------------- | ----------- | --------------------------------- |
| 1     | دروازه‌بان | Ognjen Petrović                  | ۲ ژانویه ۱۹۴۸ (۲۸ سال)  | 13          | باشگاه فوتبال ستاره سرخ بلگراد    |
| 2     | مدافع     | ایوان بولان                      | ۱۱ دسامبر ۱۹۴۹ (۲۶ سال) | 23          | باشگاه فوتبال هایدوک اسپلیت       |
| 3     | مدافع     | انور هادژیابدیچ                  | ۶ نوامبر ۱۹۴۵ (۳۰ سال)  | 11          | باشگاه فوتبال رویال شارلوا        |
| 4     | مدافع     | Dražen Mužinić                   | ۲۵ ژانویه ۱۹۵۳ (۲۳ سال) | 16          | باشگاه فوتبال هایدوک اسپلیت       |
| 5     | مدافع     | Josip Katalinski                 | ۱۲ مه ۱۹۴۸ (۲۸ سال)     | 37          | باشگاه فوتبال نیس                 |
| 6     | مهاجم     | ایویتسا شوریاک                   | ۲۳ مارس ۱۹۵۳ (۲۳ سال)   | 25          | باشگاه فوتبال هایدوک اسپلیت       |
| 7     | مهاجم     | Danilo Popivoda                  | ۱ مه ۱۹۴۷ (۲۹ سال)      | 14          | باشگاه فوتبال آینتراخت براونشوایگ |
| 8     | هافبک     | Branko Oblak                     | ۲۷ مه ۱۹۴۷ (۲۹ سال)     | 41          | باشگاه فوتبال شالکه ۰۴            |
| 9     | هافبک     | Jovan Aćimović(کاپیتان (فوتبال)) | ۲۱ ژوئن ۱۹۴۸ (۲۷ سال)   | 53          | باشگاه فوتبال ستاره سرخ بلگراد    |
| 10    | مهاجم     | یوریتسا یرکوویچ                  | ۲۵ فوریه ۱۹۵۰ (۲۶ سال)  | 36          | باشگاه فوتبال هایدوک اسپلیت       |
| 11    | مهاجم     | دراگان دزاجیچ                    | ۳۰ مه ۱۹۴۶ (۳۰ سال)     | 80          | باشگاه فوتبال باستیا              |
| 12    | دروازه‌بان | Enver Marić                      | ۲۳ آوریل ۱۹۴۸ (۲۸ سال)  | 32          | Velež Mostar                      |
| 13    | مهاجم     | وحید خلیلهوژیچ                   | ۱۵ مه ۱۹۵۲ (۲۴ سال)     | 1           | Velež Mostar                      |
| 14    | هافبک     | Edhem Šljivo                     | ۱۶ مارس ۱۹۵۰ (۲۶ سال)   | 3           | باشگاه فوتبال سارایوو             |
| 15    | هافبک     | Franjo Vladić                    | ۱۹ اکتبر ۱۹۵۱ (۲۴ سال)  | 20          | Velež Mostar                      |
| 16    | هافبک     | Momčilo Vukotić                  | ۲ ژوئن ۱۹۵۰ (۲۶ سال)    | 8           | باشگاه فوتبال پارتیزان            |
| 17    | مهاجم     | Slaviša Žungul                   | ۲۸ ژوئیه ۱۹۵۴ (۲۱ سال)  | 4           | باشگاه فوتبال هایدوک اسپلیت       |
| 20    | مدافع     | لوکا پرزویچ                      | ۲۶ فوریه ۱۹۵۲ (۲۴ سال)  | 4           | باشگاه فوتبال هایدوک اسپلیت       |